# 綠隆頭魚
綠隆頭魚（学名：Labrus viridis）為輻鰭魚綱鱸形目隆頭魚亞目隆頭魚科的其中一種，被IUCN列為易危保育類動物，分布於東大西洋區，從葡萄牙至摩洛哥海域，包括地中海及黑海，體長可達47公分，棲息在海草生長的礁石區，生活習性不明。
其种加词“viridis”意为“绿色的”。